# 夜が明けて
「夜が明けて」（よがあけて）は、1971年10月21日に発売された坂本スミ子のシングル。

## 解説
1971年、CBSソニー（現・ソニー・ミュージックエンタテインメント）に移籍した坂本の第一弾シングル。日音の村上司とCBSソニーのディレクター・酒井政利とのコラボレーションにより生まれた作品である。二人は前年（1970年）に発売された朝丘雪路の「雨がやんだら」に制作にも携わりヒットを記録。ヒット曲から遠ざかっていた朝丘を歌手として再生させており、それ以降、カムバックを望むベテラン女性歌手達からプロデュースの依頼が殺到していた。
村上は歌手として低迷していた坂本のシングルの作詞作曲に、「雨がやんだら」と同じく、なかにし礼と筒美京平を起用する。なかにしは「ぬけがら」「たばこのけむり」「かみの毛」「すいがら」「くちびる」「おんな」「ひとり」など、本来漢字で書ける単語を意識的にひらがなで書き、別れの哀しさを歌った歌詞に仕上げる。筒美は全体をアンデスのフォルクローレをフィーチャーした歌謡曲に仕上げ、アレンジの面では、チャランゴやケーナといった民族楽器のサウンドを、12弦及びガット弦の生ギターとリコーダーでシミュレートし、作品を完成させる。
本作はチャート最高位14位、25週にわたりチャートインするロングセールスを記録し、坂本にとって久々のシングルヒットとなった。

## 収録曲
- 両楽曲共に、作詞：なかにし礼／作曲・編曲：筒美京平

1. 夜が明けて [02:39]
2. 待ちわびて [03:18]

## 収録アルバム
- 坂本スミ子 ファースト・ゴールデン・アルバム 夜が明けて (#1、#2)
- 坂本スミ子 ゴールデン・アルバム 女と言う名の汽車 (#1)
- ビバ!ハリウッド 坂本スミ子 (#1)

他多数

## カバー
夜が明けて
- ペドロ&カプリシャス[5]（1972年） - アルバム『別れの朝』収録。
- 方怡珍(ファン・イーツン)（1973年） - アルバム『夢のアルバム』収録。
- 研ナオコ（1974年） - アルバム『㐧三の女』収録。
- 戸川純（1989年） - アルバム『昭和享年』収録。アレンジは平沢進が担当。
- 八反安未果（2007年） - アルバム『忘れないわ』収録。

待ちわびて
- いしだあゆみ（1975年） - シングル「待ちわびても」収録。改題カバー。